# Europäischer Ausschuss der Regionen

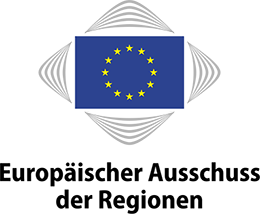
Logo des Europäischen Ausschusses der Regionen

Der Europäische Ausschuss der Regionen (AdR) ist die Versammlung der Regional- und Kommunalvertreter der Europäischen Union (EU), die den subnationalen Gebietskörperschaften (d. h. Regionen, Bezirken, Provinzen, Städten und Gemeinden) im institutionellen Gefüge der EU unmittelbar Gehör verschafft. Durch ihn soll gewährleistet werden, dass diese ihren Standpunkt zur Politik der EU einbringen können und regionale und lokale Identitäten und Vorrechte respektiert werden. Im April 2009 hat der Ausschuss seine Rolle im Politischen System der Europäischen Union in einer Grundsatzerklärung dargestellt.
Der AdR wurde 1994 aus zwei Erwägungen heraus errichtet: Erstens werden etwa drei Viertel der EU-Rechtsvorschriften auf lokaler oder regionaler Ebene umgesetzt, sodass es durchaus sinnvoll ist, wenn Vertreter der lokalen und regionalen Ebene bei der Entwicklung neuer EU-Gesetze ein Mitspracherecht haben. Zweitens sorgte man sich darum, dass sich zwischen der Öffentlichkeit und dem Prozess der europäischen Integration eine zunehmende Kluft auftun könnte; die Einbeziehung der gewählten Vertreter derjenigen Regierungs- und Verwaltungsebene, die den Bürgern am nächsten ist, war eine Möglichkeit, diese Kluft zu überwinden.
Der Sitz des Ausschusses der Regionen ist das Delors-Gebäude in Brüssel.

## Hintergrund
Die Regionen der Europäischen Union, insbesondere die deutschen Bundesländer, haben Lobbyarbeit für ein stärkeres Mitspracherecht in EU-Angelegenheiten betrieben. Dies führte zur Schaffung des Europäischen Ausschusses der Regionen durch den Vertrag von Maastricht und eröffnete den Mitgliedstaaten die Möglichkeit, im Rat der EU (auch EU-Ministerrat genannt) durch Minister ihrer Regionalregierungen vertreten zu werden.
Zusammensetzung, Organisation und Aufgaben des AdR sind in den Art. 300 sowie 305 bis 307 AEUV geregelt. Mit dem Vertrag von Amsterdam wurden zusätzliche fünf Bereiche der verbindlichen Konsultation aufgenommen. Zudem wurde festgelegt, dass ein Mitglied des AdR nicht gleichzeitig Mitglied des europäischen Parlaments sein darf. Der Vertrag von Lissabon gibt dem AdR das Recht, wegen Verletzung des Subsidiaritätsprinzips gegen Rechtsakte vor dem Europäischen Gerichtshof Klage zu erheben, wenn der AdR im Rahmen des Rechtsetzungsverfahrens anzuhören war.

## Grundsätze
Für die Arbeit des AdR sind drei Grundsätze maßgeblich:

### Subsidiarität
Dieses Prinzip, das gleichzeitig mit der Errichtung des AdR in den Verträgen verankert wurde, besagt, dass Entscheidungen in der Europäischen Union möglichst bürgernah getroffen werden sollen. Die Europäische Union soll daher keine Aufgaben übernehmen, für die die nationale, regionale oder kommunale Ebene besser geeignet ist.

### Bürgernähe
Sämtliche Ebenen sollen sich um „Nähe zum Bürger“ bemühen, indem sie ihre Arbeit vor allem transparent gestalten, damit die Bürger genau wissen, wer wofür zuständig ist und an wen sie sich mit ihren Anliegen wenden können.

### Partnerschaft
Die Zusammenarbeit der europäischen, nationalen, regionalen und kommunalen Ebene ist die Voraussetzung für solides Regieren in Europa – jede dieser vier Ebenen ist unverzichtbar und sollte in den gesamten Entscheidungsfindungsprozess auf mehreren Ebenen („Multi-level governance“) eingebunden sein.

## Geltungsbereich
In den Verträgen ist festgelegt, dass die Europäische Kommission und der Rat der Europäischen Union den Ausschuss der Regionen in Bereichen, in denen Legislativvorschläge der EU Auswirkungen auf die regionale und kommunale Ebene haben könnten, um Stellungnahme ersuchen müssen. Kommission, Rat und Europäisches Parlament können den AdR außerhalb dieser Bereiche auch in Fällen befassen, in denen ein Legislativvorschlag ihres Erachtens erhebliche Auswirkungen auf die regionale oder lokale Ebene hat. Der AdR kann auch eine Initiativstellungnahme veröffentlichen und hat dadurch die Möglichkeit, Themen auf die Agenda der EU zu setzen.
Der AdR hat das Recht (privilegierter Status) erhalten, den Europäischen Gerichtshof anzurufen, seitdem der Vertrag von Lissabon nach seiner Ratifizierung durch alle EU-Mitgliedstaaten in Kraft getreten ist (Artikel 8, Protokoll Nr. 2 über die Anwendung der Grundsätze der Subsidiarität und der Verhältnismäßigkeit).

## Zusammensetzung

Die Mitgliedsstaaten der Europäischen Union

Der AdR hat 329 Mitglieder und ebenso viele stellvertretende Mitglieder, wobei jedes Land in etwa proportional zu seiner Bevölkerungszahl vertreten ist. Ein Mitglied vertritt allerdings recht unterschiedlich viele Einwohner (z. B. 88.087 Malteser, 3,45 Mio. Deutsche). In Artikel 300, Abs. 5 des AEUV Vertrag über die Arbeitsweise der Europäischen Union wird hinsichtlich der Zusammensetzung des AdR erstmals Bezug auf die demographische Entwicklung in der EU genommen. Die Mitgliederzahlen je Land lauten wie folgt:
| Anzahl der Mitglieder | Staaten                                                                                   |
| --------------------- | ----------------------------------------------------------------------------------------- |
| je 24                 | Deutschland Frankreich Italien                                                            |
| je 21                 | Polen Spanien                                                                             |
| 15                    | Rumänien                                                                                  |
| je 12                 | Belgien Bulgarien Griechenland Niederlande Österreich Portugal Schweden Tschechien Ungarn |
| je 9                  | Dänemark Finnland Irland Kroatien Litauen Slowakei                                        |
| je 7                  | Lettland Slowenien                                                                        |
| 6                     | Estland                                                                                   |
| je 5                  | Luxemburg Malta Zypern                                                                    |

Die Mitglieder des AdR sind Kommunal- und Regionalpolitiker wie zum Beispiel Abgeordnete aus Landtagen, kommunale Ratsmitglieder oder Bürgermeister von Städten.
Vorgeschlagen werden die Mitglieder des AdR von den Regierungen der EU-Mitgliedsländer und vom Rat der EU ernannt. Meist wird die Liste der Mitglieder von der ganzen Regierung oder von einem Regierungsmitglied (meist dem Innen- oder Außenminister, in manchen Fällen auch vom Regierungschef) erstellt. Subnationale Akteure sind generell in den Prozess der Aufstellung einer solchen Liste integriert, aber nur in den föderalen Staaten (z. B. Belgien, Deutschland, Italien, Österreich oder Spanien) besteht dafür eine gesetzliche Basis.
Die Kriterien für die Aufnahme sind geographischer und politischer Natur, d. h., es wird darauf geachtet, dass die Mitglieder aus verschiedenen Landesteilen kommen und die Parteienlandschaft widerspiegeln. Solche Kriterien sind überall von Belang, wenngleich in den Niederlanden, Irland und Italien nicht ausdrücklich festgeschrieben. In Finnland und den Niederlanden wird auch auf Genderkriterien geachtet.
Ernannt werden die Mitglieder dann durch den Rat der EU aufgrund der Vorschläge der Mitgliedstaaten. Seit dem Vertrag von Nizza erfolgt die Ernennung mit qualifizierter Mehrheit (vorher: Einstimmigkeit). Die Amtszeit der Mitglieder beträgt fünf Jahre (Art. 305 AEUV), wobei eine Wiederernennung möglich ist. In ihrer Arbeit sind sie an keine Weisungen gebunden, sie agieren daher (theoretisch) politisch völlig unabhängig.
Seit dem Vertrag von Nizza müssen die Mitglieder außerdem ein Wahlmandat der von ihnen vertretenen Gebietskörperschaft innehaben oder einer gewählten Versammlung gegenüber politisch verantwortlich sein.

### Regelung in einzelnen Ländern
In Paragraph 14 des Gesetzes über die Zusammenarbeit von Bund und Ländern in Angelegenheiten der Europäischen Union wurden die Kompetenzen für die Bestimmung der deutschen AdR-Delegation festgelegt. In Deutschland übernimmt die Bundesregierung die Vorschläge der Ministerpräsidentenkonferenz. Diese hat am 27. Mai 1993 folgende grundlegende Formel beschlossen: Jedes der 16 Bundesländer erhält mindestens einen Sitz und weitere fünf Sitze rotieren nach dem Kriterium der Bevölkerungszahl. Die verbliebenen drei Sitze stehen den drei kommunalen Spitzenverbänden Deutscher Städte- und Gemeindebund (DStGB), Deutscher Städtetag (DST) und Deutscher Landkreistag (DLkrT) zu.
| Name                         | Bundesland             | Amt                                                                      | Partei |
| ---------------------------- | ---------------------- | ------------------------------------------------------------------------ | ------ |
| Tilo Gundlack                | Mecklenburg-Vorpommern | Landtagsabgeordneter                                                     | SPD    |
| Thomas Habermann             | Bayern                 | Landrat des Landkreises Rhön-Grabfeld (auf Vorschlag des Landkreistages) | CSU    |
| Helma Kuhn-Theis             | Saarland               | Mitglied des Gemeinderates von Weiskirchen                               | CDU    |
| Heike Raab                   | Rheinland-Pfalz        | Staatssekretärin für Europa                                              | SPD    |
| Isolde Ries                  | Saarland               | Bezirksbürgermeisterin von Saarbrücken-West                              | SPD    |
| Dietmar Brockes              | Nordrhein-Westfalen    | Landtagsabgeordneter                                                     | FDP    |
| Eckhard Ruthemeyer           | Nordrhein-Westfalen    | Bürgermeister von Soest (auf Vorschlag des Städte- und Gemeindebundes)   | CDU    |
| Mark Speich                  | Nordrhein-Westfalen    | Staatssekretär für Europa                                                | CDU    |
| Stephan König                | Thüringen              | Staatssekretär für Europa                                                | CDU    |
| Muhterem Aras                | Baden-Württemberg      | Landtagspräsidentin                                                      | Grüne  |
| Antje Grotheer               | Bremen                 | Landtagspräsidentin                                                      | SPD    |
| Thomas Gottfried Schmidt     | Sachsen                | Staatsminister für Regionalentwicklung                                   | CDU    |
| Jobst-Hinrich Ubbelohde      | Brandenburg            | Staatssekretär für Europa                                                | SPD    |
| Danial Ilkhanipour           | Hamburg                | Mitglied der Bürgerschaft                                                | SPD    |
| Uwe Conradt                  | Saarland               | Oberbürgermeister von Saarbrücken (auf Vorschlag des Städtetages)        | CDU    |
| Eric Beißwenger              | Bayern                 | Staatsminister für Europa                                                | CSU    |
| Florian Hassler              | Baden-Württemberg      | Staatssekretär für Europa                                                | Grüne  |
| Sven Schulze                 | Sachsen-Anhalt         | Landeswirtschaftsminister                                                | CDU    |
| Uwe Becker                   | Hessen                 | Staatssekretär für Europa                                                | CDU    |
| Alex Dorow                   | Bayern                 | Landtagsabgeordneter                                                     | CSU    |
| Eka von Kalben               | Schleswig-Holstein     | Landtagsvizepräsidentin                                                  | Grüne  |
| Matthias Wunderling-Weilbier | Niedersachsen          | Staatssekretär für Europa                                                | SPD    |
| Florian Hauer                | Berlin                 | Staatssekretär für Europa                                                | CDU    |
| vakant                       |                        |                                                                          |        |

„Die deutsche Delegation hält jeweils zwei Wochen vor einer Plenartagung eine Arbeitssitzung ab, um gemeinsame Änderungsanträge und den Inhalt der Stellungnahmen sowie organisatorische Fragen zu besprechen. Zudem bieten monatliche Sitzungen der Koordinatorinnen und Koordinatoren ein Forum für den Austausch über die Sitzungsergebnisse der einzelnen Fachkommissionen. Die Delegation tritt jeweils unmittelbar vor jeder Plenartagung zu einer politischen Besprechung zusammen und verständigt sich über die politische Vorgehensweise, wobei die Standpunkte des Deutschen Bundesrats entsprechend berücksichtigt werden.“
In Österreich hat jedes Bundesland einen Sitz und die drei verbliebenen Sitze gehen an lokale Vertreter (Gemeinde- und Städtebund). Die österreichische Delegation trifft sich jeweils zwei Wochen vor einer Plenartagung auf Assistentenebene und unmittelbar vor Beginn der Plenartagung auf der Ebene der AdR-Mitglieder.
In Belgien gehen alle 12 Sitze an die Regionen oder Gemeinschaften. Sechs Sitze gehen an die Region Flandern, vier an die Region Wallonien, zwei an die Hauptstadtregion Brüssel. Der Sitz für die deutschsprachige Gemeinschaft Belgiens wird abwechselnd von der französischen bzw. flämischen Gemeinschaft zur Verfügung gestellt.
In den zentralistischen Staaten sind die Regionen tendenziell weniger gut repräsentiert, hier gehen mehr Sitze an lokale Vertreter.

## Aufbau

### Präsident
Der Präsident, der auf der Plenarversammlung für eine Amtszeit von zweieinhalb Jahren gewählt wird, leitet die Arbeiten des AdR, sitzt den Plenartagungen vor und vertritt die Einrichtung nach außen. Karl-Heinz Lambertz (Belgien/Sozialdemokratische Partei Europas, SPE), Präsident des Parlaments der Deutschsprachigen Gemeinschaft Belgiens, wurde am 12. Juli 2017 zum Präsidenten des Europäischen Ausschusses der Regionen (AdR) gewählt. Seit dem 12. Februar 2020 ist Apostolos Tzitzikostas (Griechenland/Europäische Volkspartei, EVP), Gouverneur Zentralmakedoniens, neuer Vorsitzender des Ausschusses der Regionen.

### Die Präsidenten des Ausschusses der Regionen
| Präsident/in des AdR                                       | Präsidentschaft     | Staatsangehörigkeit    | Europapartei                       |
| ---------------------------------------------------------- | ------------------- | ---------------------- | ---------------------------------- |
| Kata Tüttő Mittelungarn                                    | 2025–heute          | Ungarn                 | Sozialdemokratische Partei Europas |
| Vasco Cordeiro Azoren                                      | 2022–2025           | Portugal               | Sozialdemokratische Partei Europas |
| Apostolos Tzitzikostas Zentralmakedonien                   | 2020–2022           | Griechenland           | Europäische Volkspartei            |
| Karl-Heinz Lambertz Deutschsprachige Gemeinschaft Belgiens | 2017–2020           | Belgien                | Sozialdemokratische Partei Europas |
| Markku Markkula Espoo                                      | 2015–2017           | Finnland               | Europäische Volkspartei            |
| Michel Lebrun Wallonie                                     | 2014–2015 (interim) | Belgien                | Europäische Volkspartei            |
| Ramón Luis Valcárcel Murcia                                | 2012–2014           | Spanien                | Europäische Volkspartei            |
| Mercedes Bresso Piemont                                    | 2010–2012           | Italien                | Sozialdemokratische Partei Europas |
| Luc Van den Brande Flandern                                | 2008–2010           | Belgien                | Europäische Volkspartei            |
| Michel Delebarre Dünkirchen, Nord-Pas de Calais            | 2006–2008           | Frankreich             | Sozialdemokratische Partei Europas |
| Peter Straub Baden-Württemberg                             | 2004–2006           | Deutschland            | Europäische Volkspartei            |
| Albert Bore Birmingham                                     | 2002–2004           | Vereinigtes Königreich | Sozialdemokratische Partei Europas |
| Jos Chabert Region Brüssel-Hauptstadt                      | 2000–2002           | Belgien                | Europäische Volkspartei            |
| Manfred Dammeyer Nordrhein-Westfalen                       | 1998–2000           | Deutschland            | Sozialdemokratische Partei Europas |
| Pasqual Maragall i Mira Barcelona, Katalonien              | 1996–1998           | Spanien                | Sozialdemokratische Partei Europas |
| Jacques Blanc Languedoc-Roussillon                         | 1994–1996           | Frankreich             | Europäische Volkspartei            |

### Erster Vizepräsident
Der Erste Vizepräsident wird ebenfalls für zweieinhalb Jahre vom Plenum gewählt und vertritt den Präsidenten in dessen Abwesenheit. 
- Markku Markkula (Finnland/Europäische Volkspartei, EVP), Mitglied des Stadtrats von Espoo, ab Juli 2017 Erster Vizepräsident des AdR.
- Vasco Cordeiro (Portugal/Sozialdemokratische Partei Europas, SPE), Präsident der Autonomen Region der Azoren, von Februar 2020 bis Juli 2022 Erster Vizepräsident des AdR
- Apostolos Tzitzikostas (Griechenland/Europäische Volkspartei, EVP), Gouverneur von Zentralmakedonien von Juli 2022 bis Februar 2025 Erster Vizepräsident des AdR
- Juan Manuel Moreno Bonilla (Spanien/Europäische Volkspartei, EVP), Ministerpräsident von Andalusien, ab Februar 2025 Erster Vizepräsident des AdR

### Präsidium
Das Präsidium ist das Beschlussfassungsorgan des AdR. Es umfasst 63 Mitglieder: den Präsidenten, den Ersten Vizepräsidenten, 28 Vizepräsidenten (einen je Mitgliedstaat), die Vorsitzenden der im AdR vertretenen Fraktionen und 28 weitere Mitglieder aus den nationalen Delegationen, sodass die Mitgliedstaaten und Fraktionen ausgewogen vertreten sind. Das Präsidium tritt in der Regel sieben bis acht Mal im Jahr zusammen, entwirft das politische Programm des AdR und erteilt der Verwaltung Weisungen zur Umsetzung seiner Beschlüsse.

### Plenarversammlung
Die AdR-Mitglieder kommen sechs Mal pro Jahr im Rahmen einer Plenartagung in Brüssel zusammen, um Stellungnahmen, Berichte und Entschließungen zu erörtern und zu verabschieden.

### AdR-Fachkommissionen
Die Plenarsitzungen und die Stellungnahmen werden von sechs Fachkommissionen vorbereitet, auf die sich die AdR-Mitglieder verteilen. Die Fachkommissionen sind auf folgende Bereiche spezialisiert:
- Fachkommission für Kohäsionspolitik und EU-Haushalt (COTER)
- Fachkommission für Wirtschaftspolitik (ECON)
- Fachkommission für Sozialpolitik, Bildung, Beschäftigung, Forschung und Kultur (SEDEC)
- Fachkommission für Umwelt, Klimawandel und Energie (ENVE)
- Fachkommission für Natürliche Ressourcen und Landwirtschaft (NAT)
- Fachkommission für Unionsbürgerschaft, Regieren, institutionelle Fragen und Außenbeziehungen (CIVEX)

Sie erarbeiten Stellungnahmeentwürfe und veranstalten Konferenzen und Seminare zu Themen, die in ihren Zuständigkeitsbereich fallen. Jede Fachkommission hat etwa 100 Mitglieder (jedes Mitglied kann zwei Fachkommissionen angehören) und wird von einem Sekretariat innerhalb der Verwaltung unterstützt. Des Weiteren wird das AdR-Präsidium von einer spezifischen Kommission für Finanz- und Verwaltungsfragen (CAFA) unterstützt.

### Fraktionen
Die Mitglieder des AdR sind in derzeit sechs Fraktionen organisiert, deren Zusammensetzung sich an den Europäischen politischen Parteien bzw. den Fraktionen des Europäischen Parlaments orientiert (Zahlen Stand 25. Mai 2020):
- Fraktion der Europäischen Volkspartei (EVP, 115 Mitglieder, 102 Stellvertreter)
- Fraktion der Sozialdemokratischen Partei Europas (SPE, 88 Mitglieder, 88 Stellvertreter)
- Renew Europe (Renew, 49 Mitglieder, 44 Stellvertreter)
- Fraktion der Europäischen Konservativen und Reformer (EKR, 25 Mitglieder, 21 Stellvertreter)
- Europäische Allianz (EA, 12 Mitglieder, 13 Stellvertreter)
- Die Grünen (11 Mitglieder, 9 Stellvertreter)

Sieben Mitglieder und 29 Stellvertreter gehören keiner Fraktion an.
Die Mitglieder jeder Fraktion kommen vor wichtigen Sitzungen zusammen, um gemeinsame Standpunkte festzulegen.

### Konferenz der Präsidenten
Der Präsident, der Erste Vizepräsident, die Fraktionsvorsitzenden und der Generalsekretär treten vor jeder Plenartagung und vor anderen wichtigen Sitzungen in einer Konferenz der Präsidenten zusammen, um einen politischen Konsens in strategischen Fragen zu finden.

### Nationale Delegationen
Im AdR gibt es zudem 28 nationale Delegationen. Deren Mitglieder treten vor den Plenartagungen und anderen wichtigen Terminen zusammen, um gemeinsame Standpunkte zu diskutieren.

### Generalsekretär
Der Generalsekretär wird vom Präsidium für fünf Jahre ernannt. Als Leiter der Verwaltung des AdR darf er kein politisches Mandat innehaben. Seine Aufgabe besteht darin, die Umsetzung der Präsidiumsbeschlüsse und die reibungslose Arbeit der Verwaltung zu gewährleisten. Gerhard Stahl war seit 2004 Generalsekretär des AdR (Wiederernennung 2009). Seit dem 1. September 2014 ist Jiri Burianek Generalsekretär des AdR.

### Das Generalsekretariat
Das Generalsekretariat umfasst fünf Direktionen:
- Mitglieder und Plenartagungen
- Legislativtätigkeit 1
- Legislativtätigkeit 2
- Kommunikation
- Humanressourcen und Finanzen.

Die Leitung der Direktionen Logistik und Übersetzung erfolgt gemeinsam mit dem Europäischen Wirtschafts- und Sozialausschuss.

## Tätigkeit

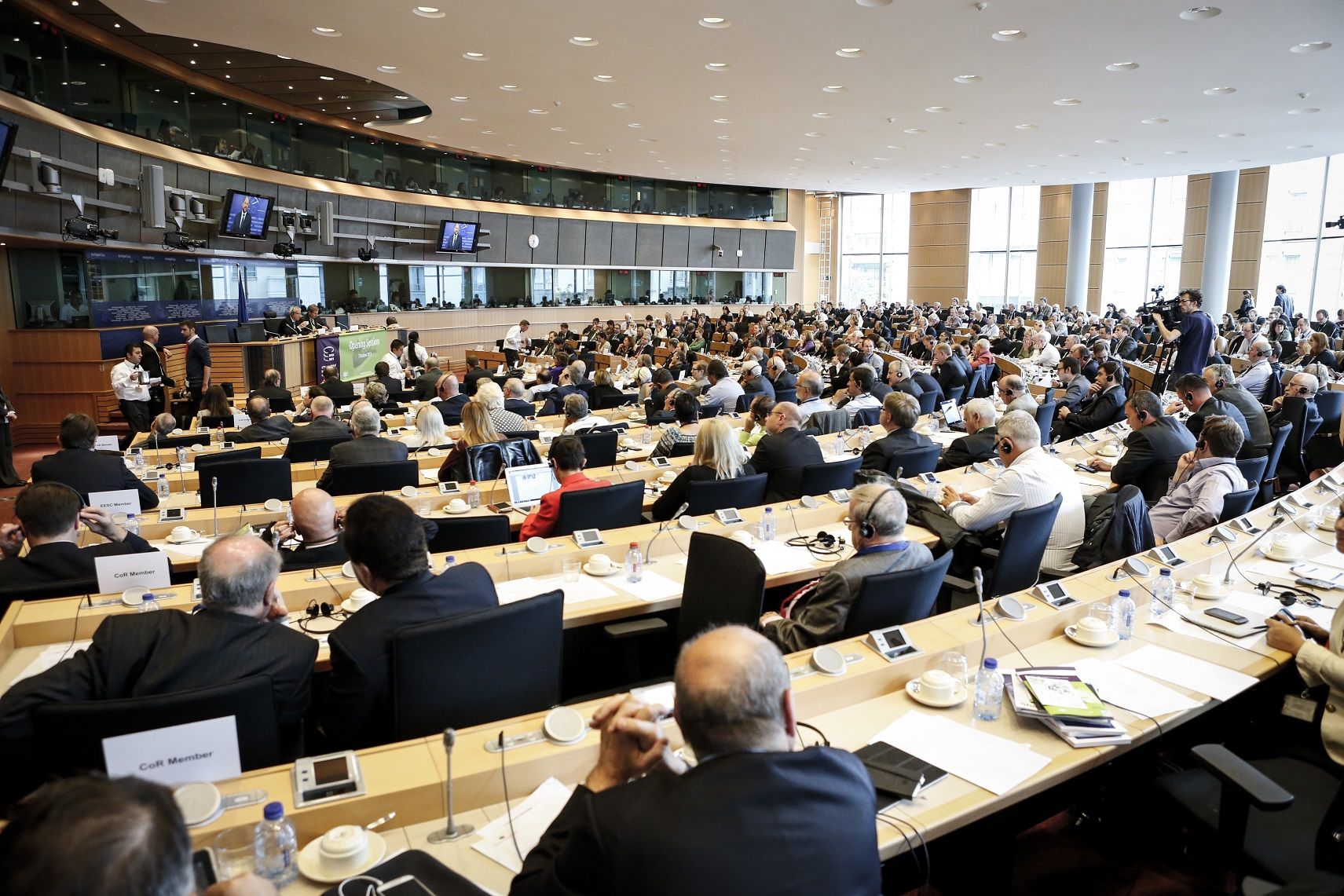
Eröffnungssitzung der OPEN DAYS 2013

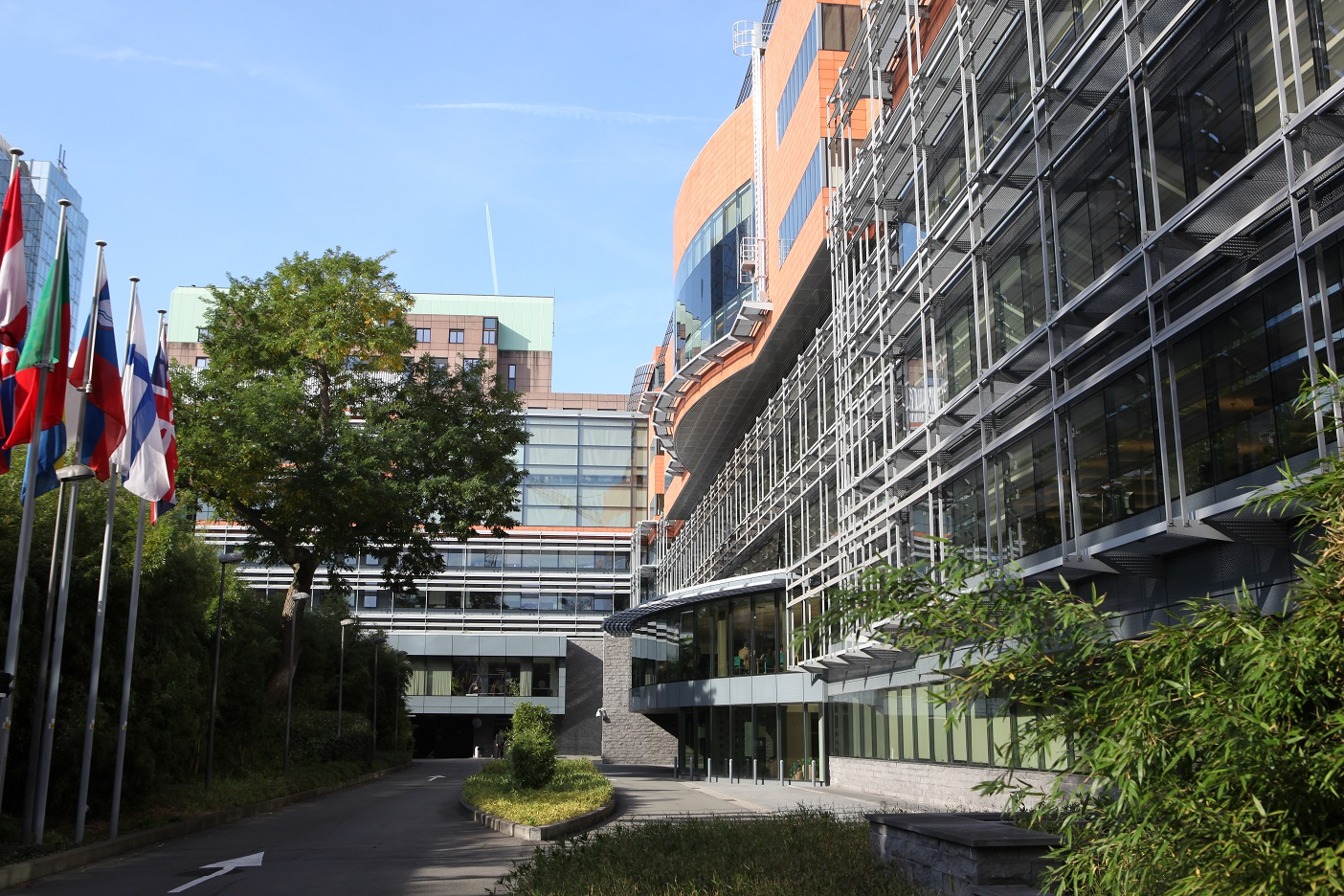
Die Veranstaltungen des AdR finden im Delors-Gebäude statt

### Stellungnahmen
Die Europäische Kommission, der Rat der EU und das Europäische Parlament konsultieren den AdR im Rahmen der Erarbeitung von Rechtsakten (Richtlinien, Verordnungen usw.), die bestimmte für die regionalen und lokalen Gebietskörperschaften relevante Themen zum Gegenstand haben. Die Entwürfe werden an die zuständige Fachkommission verwiesen. Dann wird in der Fachkommission ein Berichterstatter bestellt, um die AdR-Stellungnahme zu erarbeiten. Sein Stellungnahmeentwurf muss von der Fachkommission angenommen werden, ehe er auf der Plenartagung erörtert wird. Mit der Verabschiedung im Plenum wird die nunmehr offizielle Stellungnahme den Organen der Europäischen Union übermittelt und im Amtsblatt veröffentlicht.

### Entschließungen
Mit einer Entschließung kann der AdR seinen Standpunkt zu wichtigen und aktuellen Fragen darlegen. Auch die Fraktionen des AdR können Entschließungsentwürfe abfassen.

### Studien und sonstige Veröffentlichungen
Der AdR erstellt Studien über verschiedene Aspekte der regionalen und lokalen Dimension der EU (Bildung, Verkehr, Soziales, Erweiterung usw.). Diese Dokumente werden mithilfe externer Sachverständiger verfasst. Der AdR gibt außerdem Veröffentlichungen heraus, um die allgemeine Öffentlichkeit bzw. gezielt Akteure der regionalen und lokalen Ebene über seine Tätigkeit aufzuklären und über aktuelle politische Themen zu informieren.

### Veranstaltungen
Als Treffpunkt der Regionen und Städte organisiert der AdR in Zusammenarbeit mit regionalen und lokalen Partnern oder mit anderen EU-Institutionen Konferenzen, Seminare und Ausstellungen. Jedes Jahr empfängt der AdR während der europäischen Woche der Regionen und Städte (OPEN DAYS) in seinen Räumlichkeiten Tausende von Gästen, die an lebhaften Debatten teilnehmen oder Partner zur Durchführung gemeinsamer Projekte suchen.

## Geschichte

Ehemaliges Logo

- 1992: Vertrag von Maastricht

Die Staats- und Regierungschefs der EU beschließen die Gründung des Ausschusses der Regionen (AdR) als beratende Einrichtung – damit wird den Regionen und Städten eine Stimme im EU-Entscheidungsfindungsprozess verliehen und ein direktes Bindeglied zwischen der EU und ihren Bürgern geschaffen. Durch den Vertrag wird die Befassung des AdR durch die Europäische Kommission und den Rat der EU zu Schlüsselbereichen mit regionalem Bezug obligatorisch. Laut Vertrag werden die Mitglieder des AdR von den jeweiligen Mitgliedstaaten für eine Amtszeit von vier Jahren ernannt. Im März 1994 findet in Brüssel die erste Plenartagung des AdR statt.
- 1995: EU-Erweiterung

Mit dem Beitritt Österreichs, Finnlands und Schwedens erhöht sich die Zahl der Mitglieder im AdR von 189 auf 222.
- 1997: Vertrag von Amsterdam

Die Zuständigkeit des AdR wird auf etwa zwei Drittel der EU-Rechtsetzungsvorschläge ausgedehnt. Aufgrund dieses Vertrags kann der AdR auch vom Europäischen Parlament befasst werden.
- 2001: Vertrag von Nizza

Der Vertrag schreibt vor, dass die Mitglieder des Ausschusses der Regionen ein auf Wahlen beruhendes Mandat innehaben oder gegenüber einer gewählten Versammlung einer regionalen oder lokalen Gebietskörperschaft politisch verantwortlich sein müssen, und stärkt somit die demokratische Legitimation des AdR. Die Höchstzahl seiner Mitglieder wird auf 350 festgelegt.
- 2002–03: Konvent zur Zukunft Europas

Mitglieder des Ausschusses der Regionen nehmen an dem Konvent teil, der einen Entwurf einer EU-Verfassung vorlegen sollte. In dem Text werden explizit die Rolle und die Befugnisse der regionalen und lokalen Gebietskörperschaften anerkannt; darüber hinaus wird dem AdR das Recht zugesprochen, vor dem Gerichtshof der Europäischen Gemeinschaften zu klagen, um Rechtsakte der EU anzufechten, mit denen gegen das Subsidiaritätsprinzip verstoßen wird.
- Mai 2004: EU-Erweiterung

Die Zahl der AdR-Mitglieder steigt infolge der Erweiterung um zehn neue Mitgliedstaaten von 222 auf 317.
- Februar 2006: Neue Mandatsperiode

Im AdR beginnt eine neue vierjährige Mandatsperiode. Zu den politischen Prioritäten gehören die Aufwertung der Rolle der lokalen und regionalen Gebietskörperschaften entsprechend der Lissabon-Strategie für Wachstum und Beschäftigung, die Stärkung von Zusammenhalt und Solidarität sowie die Leitung der Kampagne „Europa vermitteln – Going local“, mit der die EU bürgernäher gemacht werden soll.
- Januar 2007: EU-Erweiterung

Mit dem Beitritt Bulgariens und Rumäniens erhöht sich die Zahl der AdR-Mitglieder von 317 auf 344.
- Dezember 2007: Vertrag von Lissabon

Durch den Vertrag von Lissabon wird dem AdR Klagerecht vor dem Gerichtshof der Europäischen Union für die Wahrung seiner Rechte und bei Verstößen gegen das Subsidiaritätsprinzip eingeräumt – ein Recht, das vom Konvent zur Zukunft Europas bereits anerkannt wurde. Dieser neue Rechtsanspruch wird die politische Rolle des AdR stärken und ihm erlauben, sich auf der europäischen Ebene wirksamer für die Belange der lokalen und regionalen Gebietskörperschaften einzusetzen. Durch den Vertrag von Lissabon wird die Mandatszeit der AdR-Mitglieder von vier auf fünf Jahre verlängert.
- Juli 2013: EU-Erweiterung

Mit dem Beitritt Kroatiens erhöht sich die Zahl der AdR-Mitglieder von 344 auf 353 (die Zahl der Mitglieder sank später auf 350).